# بونالبرجو
بونالبرجو (به ایتالیایی: Buonalbergo) یک کومونه در ایتالیا است که در استان بنونتو واقع شده‌است.

## خصوصیات
بونالبرجو ۲۵٫۱ کیلومترمربع مساحت و ۱٬۸۹۱ نفر جمعیت دارد.